# Novarum et Minus Cognitarum Stirpium Pugillus
Novarum et Minus Cognitarum Stirpium Pugillus (abreviado Nov. Stirp. Pug.) es un libro con ilustraciones y descripciones botánicas que fue escrito por el naturalista y botánico alemán Johann Georg Christian Lehmann. Fue editado en Hamburgo en los años 1828-1857, con el nombre de Novarum et Minus Cognitarum Stirpium Pugillus I-X Addita Enumeratione Plantarum Omnium in his Pugillus Descriptarum.

## Publicación
- Pugillus 1, junio-septiembre de 1828
- Pugillus 2, 27 de agosto de 1830
- Pugillus 3, enero-abril de 1831
- Pugillus 4, febrero-marzo de 1832
- Pugillus 5, febrero-marzo de 1833
- Pugillus 6, abril-principios de mayo de 1834
- Pugillus 7, junio de 1838
- Pugillus 8, abril de 1844
- Pugillus 9, 1-14 de mayo de 1851
- Pugillus 10, octubre de 1857